# Подпола
Подпола је насељено мјесто у општини Шековићи, Република Српска, БиХ. Према попису становништва из 1991. у насељу је живјело 54 становника.

## Становништво
| Демографија | Демографија | Демографија |
| Година      | Становника  | Становника  |
| ----------- | ----------- | ----------- |
| 1961.       | 174         |             |
| 1971.       | 147         |             |
| 1981.       | 53          |             |
| 1991.       | 54          |             |